# Divisões administrativas em 1977
Nesta página encontrará referências aos acontecimentos directamente relacionados com a regiões administrativas ocorridos durante o ano de 1977.

## Eventos
- 11 de outubro - É criado o Estado de Mato Grosso do Sul, fruto da divisão do estado de Mato Grosso (Brasil).

## Mortes
| Data | Nome | Profissão | Nacionalidade | Observações | Ref |
| ---- | ---- | --------- | ------------- | ----------- | --- |